# カステルフランコ・ピアーンディスコ
カステルフランコ・ピアーンディスコ (伊: Castelfranco Piandiscò) は、イタリア共和国トスカーナ州アレッツォ県にある、人口約9,700人の基礎自治体（コムーネ）。
コムーネ統廃合 (it:Fusione di comuni italiani) により、2014年1月1日にカステルフランコ・ディ・ソプラとピアーン・ディ・スコが合併して発足した。

## 地理

### 位置・広がり

#### 隣接コムーネ
隣接するコムーネは以下の通り。括弧内のFIはフィレンツェ県所属を示す。
- カステル・サン・ニッコロ
- レッジェッロ (FI)
- フィリーネ・エ・インチーザ・ヴァルダルノ (FI)
- ローロ・チュッフェンナ
- サン・ジョヴァンニ・ヴァルダルノ
- テッラヌオーヴァ・ブラッチョリーニ

### 気候分類・地震分類
カステルフランコ・ピアーンディスコにおけるイタリアの地震リスク階級 (it) は、zona 3 (sismicità bassa) に分類される。

## 行政

### 分離集落
カステルフランコ・ピアーンディスコには以下の分離集落（フラツィオーネ）がある。
- Casabiondo, Caspri, Castelfranco di Sopra (sede comunale), Certignano, Faella, Lama, Matassino, Pian di Scò, Pulicciano, Vaggio